# Eremocaulon amazonicum
Eremocaulon amazonicum là một loài thực vật có hoa trong họ Hòa thảo. Loài này được Londoño mô tả khoa học đầu tiên năm 2002.